# أييوي أبوستولوي (أتيكي)
أييوي أبوستولوي أو الرسل المقدسة (Άγιοι Απόστολοι) (بالإنجليزية: Holy Apostles) هي قرية ساحلية في إقليم أتيكا في اليونان.
يبلغ عدد سكانها حوالي 5477   نسمة.